# Махмудова, Пашша
Пашша Махмудова (1918—2006) — советский хозяйственный, государственный и политический деятель.

## Биография
Родилась на территории нынешнего Гурленского района. Член ВКП(б).
С 1933 года — на хозяйственной, общественной и политической работе. В 1933—1951 гг. — знатная звеньевая колхоза им. В. И. Ленина Гурленского района, председатель Гурленского райисполкома Хорезмской области, председатель Хорезмского облисполкома, заместитель Председателя Президиума Верховного Совета, исполняющая обязанности, вновь заместитель Председателя Президиума Верховного Совета Узбекской ССР.
Избиралась депутатом Верховного Совета СССР 1-го и 2-го созывов.
Умерла 12 апреля 2006 года.

## Награды
- орден Ленина (21.01.1939)[1]
- 2 ордена «Знак Почёта» (25.12.1944, 16.01.1950)[2]